# Tafari Moore
Tafari Lalibela Moore (Londen, 5 juli 1997) is een Engels voetballer die bij voorkeur als verdediger speelt. Hij speelde in de eerste helft van het seizoen 2017/18 op huurbasis voor FC Utrecht, dat hem huurde van Arsenal. Tot een debuut bij de Gunners kwam het niet, waarna Moore nog speelde voor de kleinere profclubs Plymouth Argyle en Colchester United.

## Clubcarrière
Moore werd geboren in Brent, een borough in de Britse hoofdstad Londen. Hij groeide op in de wijk Kilburn en begon in 2006 met voetballen bij Queens Park Rangers, waar hij samenspeelde met Raheem Sterling. Op 12-jarige leeftijd verruilde hij Queens Park Rangers voor de jeugdopleiding van Arsenal. In de zomer van 2014 tekende hij zijn eerste professionele contract bij The Gunners. In het seizoen 2015/16 promoveerde Moore met Arsenal onder 21 na play-offs naar divisie 1 van de Premier League 2.
Op 17 augustus 2016 werd hij − na een proefperiode − voor de rest van het seizoen verhuurd aan FC Utrecht. Drie dagen later maakte hij zijn debuut namens Jong FC Utrecht. Op 16 september 2016 volgde zijn debuut in de Eredivisie. In de met 1−5 verloren thuiswedstrijd tegen FC Groningen kwam Moore na 66 minuten binnen de lijnen als vervanger van Robin van der Meer. Hij speelde na deze wedstrijd enkel in het tweede elftal en keerde aan het einde van het seizoen terug naar Londen.
Op 12 januari 2018 maakte Wycombe Wanderers, uitkomend in de League Two, via de officiële kanalen bekend Moore voor het restant van het seizoen te huren van Arsenal. Nadat zijn contract bij Arsenal afliep, ging Moore voetballen bij Plymouth Argyle FC, spelend in de League One. In zijn eerste seizoen degradeerde Moore met Plymouth naar de League Two. In januari 2020 werd hij voor het restant van het seizoen verhuurd aan competitiegenoot Colchester United, maar hij kwam hier slechts één competitieduel in actie.
Moore bracht het seizoen 2020/21 deels door met de development squad (tweede elftal) van Salford City, dat uitkwam in de reservecompetitie. In september 2021 ging hij aan de slag bij Hendon FC. Nadien kwam hij nog uit voor St. Albans City, Oxford City en nogmaals St. Albans City.

## Interlandcarrière
Moore kwam uit voor verschillende Engelse jeugdelftallen. Hij nam met Engeland onder 17 deel aan het EK in 2014. Dit toernooi werd gewonnen nadat in de finale Nederland werd verslagen na strafschoppen. Moore speelde in de finale de volledige 80 minuten mee. In 2016 zat hij bij de selectie van het Engels voetbalelftal onder 19 voor het EK 2016 als vervanger van de geblesseerde Callum Connolly. Hij speelde echter geen enkele wedstrijd mee.

## Erelijst
| EK Onder 17 | 1x | 2014 |